# هربرت باملت
هربرت باملت (به انگلیسی: Herbert Bamlett) (زاده ۱ مارس ۱۸۸۲ - درگذشته اکتبر ۱۹۴۱) مربی و داور فوتبال بود.وی از سال ۱۹۲۷ تا سال ۱۹۳۱ سرمربیگری تیم منچستر یونایتد را بر عهده گرفت.